# Phyllonorycter hibiscina
Phyllonorycter hibiscina är en fjärilsart som först beskrevs av Lajos Vári 1961.  Phyllonorycter hibiscina ingår i släktet guldmalar, och familjen styltmalar. Inga underarter finns listade i Catalogue of Life.